# Lomas Ridge
Lomas Ridge är en bergstopp i Antarktis. Den ligger i Västantarktis. Argentina, Chile och Storbritannien gör anspråk på området. Toppen på Lomas Ridge är 62 meter över havet.
Terrängen runt Lomas Ridge är varierad. Havet är nära Lomas Ridge åt sydost. Trakten är obefolkad. Det finns inga samhällen i närheten. 